# 제나 울프
제나 울프(Jenna Wolfe, 1974년 2월 26일 ~ )는 미국의 언론인, 뉴스 진행자, 특파원, 퍼스널 트레이너이다.

## 같이 보기
- 스포츠 방송 진행자